# دوروثيا دوغلاس تشامبرز
دوروثيا دوغلاس تشامبرز (بالإنجليزية: Dorothea Douglass Lambert Chambers)‏ مواليد 03 سبتمبر 1878 في لندن، إنجلترا - الوفاة 07 يناير 1960 في لندن، إنجلترا، كانت لاعبة كرة مضرب إنجليزية. كما أنها إحدى بطلات الجراند سلام. سبق أن شاركت في دورة الألعاب الأولمبية الصيفية.

## بطولات حققتها
- بطولة ويمبلدون

## النهائيات

### الفردي: 11 (الألقاب 7, الوصافة 4s)
| الحصيلة  | السنة | البطولة      | الأرضية | المنافس              | النتيجة        |
| -------- | ----- | ------------ | ------- | -------------------- | -------------- |
| الفوز *  | 1903  | ويمبلدون     | عشبية   | اثيل تومسون          | 4–6, 6–4, 6–2  |
| الفوز    | 1904  | ويمبلدون (2) | عشبية   | شارلوت كوبر          | 6–0, 6–3       |
| الوصافة  | 1905  | ويمبلدون     | عشبية   | مايو ساتون           | 3–6, 4–6       |
| الفوز    | 1906  | ويمبلدون (3) | عشبية   | مايو ساتون           | 6–3, 9–7       |
| الوصافة  | 1907  | ويمبلدون     | عشبية   | مايو ساتون           | 1–6, 4–6       |
| الفوز    | 1910  | ويمبلدون (4) | عشبية   | دورا بوثبي           | 6–2, 6–2       |
| الفوز    | 1911  | ويمبلدون (5) | عشبية   | دورا بوثبي           | 6–0, 6–0       |
| الفوز ** | 1913  | ويمبلدون (6) | عشبية   | وينيفرد ماكنير       | 6–0, 6–4       |
| الفوز    | 1914  | ويمبلدون (7) | عشبية   | إثيل تومسون لاركومبي | 7–5, 6–4       |
| الوصافة  | 1919  | ويمبلدون     | عشبية   | سوزان لنجلن          | 8–10, 6–4, 7–9 |
| الوصافة  | 1920  | ويمبلدون     | عشبية   | سوزان لنجلن          | 3–6, 0–6       |

### الزوجي: الوصافة 3s
| الحصيلة | السنة | البطولة  | الأرضية | الشريك               | المنافس                   | النتيجة          |
| ------- | ----- | -------- | ------- | -------------------- | ------------------------- | ---------------- |
| الوصافة | 1913  | ويمبلدون | عشبية   | شارلوت كوبر          | دورا بوثبي وينيفرد ماكنير | 6–4, 4–2, انسحاب |
| الوصافة | 1919  | ويمبلدون | عشبية   | إثيل تومسون لاركومبي | سوزان لنجلن إليزابيث ريان | 6–4, 5–7, 3–6    |
| الوصافة | 1920  | ويمبلدون | عشبية   | إثيل تومسون لاركومبي | سوزان لنجلن إليزابيث ريان | 4–6, 0–6         |

### الزوجي المختلط: الوصافة 1
| الحصيلة | السنة | البطولة  | الأرضية | الشريك       | المنافس                    | النتيجة  |
| ------- | ----- | -------- | ------- | ------------ | -------------------------- | -------- |
| الوصافة | 1919  | ويمبلدون | عشبية   | ألبرتيم بربل | إليزابيث ريان راندولف ليكت | 0–6, 0–6 |

## الميداليات
| الميدالية | المسابقة                       |
| --------- | ------------------------------ |
| ذهبية     | الألعاب الأولمبية الصيفية 1908 |

## روابط خارجية
- دوروثيا دوغلاس تشامبرز على موقع الاتحاد الدولي لكرة المضرب (الإنجليزية)
- دوروثيا دوغلاس تشامبرز على موقع قاعة مشاهير كرة المضرب الدولية (الإنجليزية)
- دوروثيا دوغلاس تشامبرز على موقع أوليمبيديا (الإنجليزية)